# Mironet
Mironet je česká firma, která se řadí mezi největší prodejce informačních technologií a elektroniky. Společnost založili na počátku 90. let dva spolužáci z ČVUT, Milan Kocián a Robert Novotný. Její aktuální právní forma po transformaci je akciová společnost. Společnost má centrálu v Praze 8 Libeň a řadí se k největším maloobchodům s výpočetní technikou v ČR i na Slovensku. Od roku 2008 je společnost Mironet držitelem certifikátů APEK a SAOP. Mironet se právem řadí mezi nejkvalitnější a nejoblíbenější prodejce, což dokazuje i pravidelné umísťování na prvním místě v anketě Shop roku. Maskotem společnosti je dlouhou dobu postava Míra Mironet. 
V roce 2003 se 15 franšízových poboček Mironetu odtrhlo a jejich majitelé založili konkurenční firmu Orange & Green. K roku 2019 má Mironet 18 poboček.
Společnost Mironet byla roku 2000 na základě trestního oznámení podaného samotným Microsoftem na neznámého pachatele vyšetřována z důvodu podezření pro porušování autorského zákona. Sám majitel společnosti, Robert Novotný je dle svého prohlášení přesvědčen, že vše vyvolal úmyslně lživým udáním Microsoft kvůli tomu, že Mironet se rozhodl prodávat počítače bez jejich předem nainstalovaného operačního systému. V prostorách společnosti a na trvalé adrese majitele firmy pana Novotného provedla Policie ČR domovní prohlídku, při které došlo k zajištění a zabavení důkazních prostředků, včetně několika počítačů. Státní zástupce však při nařízení domovní prohlídky udělal administrativní a procesní chybu, na jejímž základě o dva roky později Ústavní soud ČR vyhověl podané stížnosti a rozhodl, že Policie ČR při vyšetřování nepostupovala v souladu se zákonem. Proto stíhání pana Ing. Roberta Novotného bylo státním zástupcem zastaveno. Později bylo prokázáno, že bylo udání neodůvodněné, jelikož žádný nelegální software nebyl zjištěn. Poté bylo soudu podáno několik žádostí o náhradu škody, z nichž zatím Mironet všechny vyhrál. V roce 2016 byl spor o vyplacení ušlého zisku soudkyní zamítnut z důvodu promlčení.

## Historie
Historie firmy se datuje k lednu roku 1992, kdy byla založena firma Mironet s. r. o., která začala roku 1996 provozovat i stejnojmenný e-shop.[zdroj?] Sídlo společnosti bylo zpočátku v Břevnově,[zdroj?] postupem času se firma přesunula na adresu V Háji 10 v pražských Holešovicích a od března 2018 má centrálu na pražském Chodově. Mironet několikrát změnil svůj název, původní Mironet s. r. o. byl přejmenován na Mironet Technology s. r. o., zapsána byla dále i akciová společnost Mironet.cz Logistic, aby se názvosloví nakonec sjednotilo pod současným Mironet.cz a. s.

## Mediální prezentace firmy
Maskotem Mironetu je Míra, který má symbolizovat především lidský přístup mladých lidí. Plyšového maskota je možno zakoupit v e-shopu. Barva firmy je modrá.
Rétorika společnosti se opírá o heslo „IT specialista“, které symbolizuje ochotu poradit komukoli s výběrem tak, aby zákazník nepotřeboval sám být odborníkem na elektroniku. Této odbornosti odpovídá i prodávaný sortiment, úzce specializovaný na počítače, mobilní telefony, notebooky, tiskárny, multimediální centra a související příslušenství.
Součástí lidského přístupu je podpora neziskových projektů týkajících se techniky a přístupu veřejnosti k ní. Proto se Mironet objevuje i jako partner motoristických srazů, fotografických kurzů nebo studentských aktivit.
V roce 2023 získal Mironet ochrannou známku pro slogan: Mironet. Eshop, který máte rádi.

### Nejvýznamnější uskutečněné aktivity

#### 2002, 2003, 2010 a 2013 – povodně
Pražské Holešovice několikrát postihla povodeň. Jako vyjádření solidarity proto Mironet zde sídlící nabízel opakovaně zákazníkům bezplatnou opravu vytopené elektroniky a zároveň vzdělával veřejnost, jak s poškozeným materiálem zacházet. Součástí této služby byla i diagnostika možných komplikací, jedinou zpoplatněnou položkou tedy byla případná doprava do servisu.
Z vyhodnocení bezplatných oprav z povodní 2010 vydal Mironet statistiku úspěšnosti servisních zásahů:
- Bylo zachráněno zboží za 2 318 000 Kč.
- Průměrná úspěšnost ošetření byla 52 % (max. 82 % u hifi věží, min. 25 % u fotoaparátů).
- Doba vyřízení se ve většině případů pohybovala do jednoho týdne.

#### 2009 – Le Mans
Společnost byla v roce 2009 IT partnerem vytrvalostního sportovního závodu prototypů a GT vozů Le Mans.

#### 2013 – IT People
Nezisková organizace studentů informační technologií IT People, která propaguje od svého založení v červenci 2013 technické obory jako oblast budoucího uplatnění studentů, se zaměřuje na aktivity pro mladé. Zatím nejvýznamnější událostí tohoto sdružení byl letní tábor s IT programem pro děti od 12 do 16 let. Během školního roku IT People komunikuje se společnostmi z oboru a pomáhá tak studentům získávat příležitosti pro praktické části akademických prací, případně i budoucí kariéru. Společnost Mironet byla v roce 2013 partnerem projektu IT People s cílem přilákat mladé lidi ke studiu technických oborů. Prázdninový rozvrh akcí průběžně vyplňovala spolupráce v rámci Letní roadshow.

#### 2013 – Roadshow
Roadshow po českých vodních plochách.

#### 2018 – Miss České republiky
Společnost Mironet od roku 2018 sponzoruje obnovenou národní soutěž krásy Miss České republiky.

#### 2019 – Otevření logistického centra v Dobřejovicích
Díky novému centrálnímu skladu společnost rozšiřuje nabídku sortimentu v kategorii hobby a zahrada.

#### 2020 – Počet výdejních míst se navýšil na 10 000 po celé ČR/SK
Mironet se stále rozšiřuje, meziročně roste o 40 %.

#### 2022 – Otevření logistického centra v Nupakách
Díky novému logistickému centru v Nupakách u Prahy získal Mironet 3× větší skladovou kapacitu a zavedl možnost bezplatného osobního odběru. Do sortimentu se zařadily chovatelské potřeby.
2024 – Mironet přichází do Polska a Německa
V červnu 2024 Mironet expandoval do Polska a na podzim téhož roku do Německa.

## Kauza Mironet vs. Microsoft
V roce 1999 společnost Mironet odmítla uzavřít distribuční smlouvu OEM a stát se tak oficiálním partnerem společnosti Microsoft Corporation s oprávněním distribuce operačního systému Windows a dalších programů. Místo toho se rozhodla prodávat počítače bez předinstalovaného operačního systému, respektive s operačním systémem Linux. Při kontrolním nákupu v listopadu 1999 však jeden její zaměstnanec – předávací technik – údajně v rozporu s interními předpisy firmy Mironet prodal počítač s programovým vybavením, které nebylo řádně doložené licenčními klíči. Následně na základě trestního oznámení ze spáchaní trestného činu neznámým pachatelem proběhl začátkem roku 2000 policejní zásah na pobočkách společnosti Mironet. Domovní prohlídka určená k zadržení důkazů se uskutečnila také v bytě generálního ředitele Roberta Novotného, ale státní zástupce na tuto adresu neměl správně vydané rozhodnutí k domovní prohlídce na základě kterého by Policie ČR tuto prohlídku byla oprávněna vykonat. Zadržené důkazy tak v trestním řízení nebylo možné dále použít. Trestní oznámení podala právní kancelář, která zastupovala společnost Microsoft Corporation, jako vlastníka autorských práv, která byla předmětem trestného činu porušování autorského práva. Pracovník této právní kanceláře nakoupil osobní počítač s předinstalovaným softwarem v hodnotě 17 000 Kč, který dle obžaloby nebyl uveden na prodejním dokladu a byl nainstalován na tento počítač bez licenčního oprávnění. V té době byl Mironet jedním z mála obchodů, které nabízely počítače s operačními systémy na bázi Linuxu. Na základě poznatků společnosti Microsoft proto vzniklo důvodné podezření, že na počítači nainstalovaná kopie operačního systému Windows byla nelegální instalací. Předmětem dalšího šetření byl předinstalovaný shareware, soudním znalcem mylně pokládaný za již registrovaný, ačkoli teprve vyžadoval nabytí licence. Policie ČR proto nechala vypracovat opravný posudek, jehož tvůrce na prodaném počítači nalezl systémové soubory operačního systému Windows 98 a aplikace Chekit 3.0, Norton Utilities 8.0 a starší verzi počítačové hry Rampart.
Kontrolnímu nákupu předmětného počítače na základě kterého bylo podáno trestní oznámení proti neznámému pachateli však nebyla přítomna Policie ČR. Důvěryhodnost takto získaných důkazů bylo proto možné právně zpochybnit. Na základě výše zmíněného kontrolního nákupu osobního počítače z listopadu 1999 státní zástupce nařídil na den 17. 5. 2000 provedení prohlídky firmy Mironet a bytu jejího majitele. Došlo k zabavení všech počítačů a dokumentace, čímž byla firma dočasně paralyzována. Z tohoto policejního zásahu nebyl údajně navzdory předpisům sepsán seznam všech zadržených věcí. Závažnějším pochybením Policie ČR se však stal zásah na nesprávném místě. Příkaz k prohlídce byl uvedený na sídlo firmy Robert Novotný – Mironet, ale vyšetřovatelé Policie ČR zabavili důkazy také na adrese společnosti Mironet s. r. o.
Společnosti Mironet bylo zabaveno počítačové a další vybavení v hodnotě 14 miliónů korun. Vzniklá škoda se navýšila nezbytným nákupem nového vybavení nutného pro činnost firmy.
Po devíti měsících bylo panu Robertu Novotnému sděleno obvinění z porušení autorského práva, ale ten proti obvinění podal stížnost k Ústavnímu soudu ČR na protiprávní jednání Policie ČR. Kvůli pochybení s příkazem k domovní prohlídce nařídil Ústavní soud navrácení všech zabavených věcí ve firmě Robert Novotný – Mironet.
Dne 1. 8. 2003 bylo trestní stíhání majitele firmy zastaveno z důvodu neprokázání spáchání trestného činu jeho osobou s tímto závěrem: „U počítače zabaveného při kontrolním nákupu nebylo prokázáno, zda nelegální software nainstaloval pan Novotný, nebo jiná osoba. V ostatních bodech obžaloby nebyla prokázána trestní podstata skutků“. V jiné části odůvodnění zastavení trestního stíhání se dále uvádí, že se považuje za prokázané, že se trestný čin stal, ale nespáchal jej osobně pan Robert Novotný. V době zastavení řízení nemělo smysl již nové stíhání zahajovat z důvodu promlčení spáchání trestného skutku.
Robert Novotný přesto reagoval na celý případ požadavkem o náhradu vzniklé škody ve výši 18 milionů korun. V roce 2013 bylo ukončeno osmileté řízení, ve kterém se společnost Mironet nepravomocně dočkala náhrady škody vyčíslené znaleckým posudkem ve výši 30 milionů korun českých, z nichž 17 milionů tvoří úroky z prodlení. Závěrečný verdikt soudu nakonec přisoudil společnosti Mironet vyplacení kompenzace ve výši 32 milionů korun. Následně se společnost Mironet začala domáhat ještě náhrady ušlého zisku a požaduje nyní po České republice další odškodnění a to ve výši přes 626 milionů korun. To bylo v říjnu 2016 zamítnuto. Odvolací městský soud v březnu 2017 rozhodnutí prvoinstančního soudu zrušil a nařídil nové projednání.